# Aeroportul Libo
Aeroportul Libo (IATA: LLB, ICAO: ZULB) este un aeroport din Libo County⁠(d), Qiannan Buyei and Miao Autonomous Prefecture⁠(d), Guizhou, Republica Populară Chineză ce deservește zona Libo County⁠(d). Aeroportul a fost tranzitat în 2022 de 10.716 pasageri.
aeroportul dispune de o singură pistă.